# جان فرانسوا دي مارتينو
جان فرانسوا دي مارتينو (بالفرنسية: Jean-François Di Martino)‏ هو مبارز بالسيف فرنسي، ولد في 2 مارس 1967 في Enghien-les-Bains ‏ في فرنسا.

## وصلات خارجية
- جان فرانسوا دي مارتينو على موقع الاتحاد الدولي للمبارزة (الإنجليزية)
- جان فرانسوا دي مارتينو على موقع أوليمبيديا (الإنجليزية)